# Пільце
Пільце — село в Україні, в Львівському районі Львівської області. Населення становить 382 особи. Орган місцевого самоврядування - Рава-Руська міська рада.

## Історія
До середини XIX ст. село Пільце було присілком села Кам'янки-Волоської (Зараз с. Нова Кам'янка). В 1940 році Пільце було об'єднано із ще одним присілком — Крушина села Кам'янки-Волоської. Тепер село складається з наступних частин: Пільце, Чауси, Шендюхи, Кочани, Кокали, Буди, Кут, Криве, Левочки, Шарки, Бобики, Березина.